# Owari-ichinomiya
Ichinomiya (一宮市; -shi) é uma cidade japonesa localizada na província de Aichi. A cidade é geralmente chamada de Owari-ichinomiya para evitar confusões com Mikawa-ichinomiya, que atualmente pertence à cidade de Toyokawa.
Ichinomiya significa literalmente "o primeiro santuário" das províncias. No caso desta cidade, o termo refere-se ao Santuário Masumida da antiga província de Owari.
Em 1 de Maio de 2012 a cidade tinha uma população estimada em 386 431 habitantes e uma densidade populacional de 3 322,00 h/km². Tem uma área total de 113,91 km².

## Educação
- Universidades
  - Universidade Shubun (修文大学, Shubun Daigaku)
  - Faculdade de Enfermagem Aichi Kiwami (愛知きわみ看護短期大学, Aichi kiwami kango Tanki Daigaku)

## Transportes

### Ferrovias
- JR Tōkai
  - Linha Tōkaido
- Meitetsu
  - Linha Nagoya
  - Linha Bisai

### Rodovias
- Rodovias expressas
  - Rodovia Expressa Meishin (Ichinomiya IC (25) )
  - Rodovia Expressa Tōkai-Hokuriku (Ichinomiya-Nishi IC (1) - Bisai IC (2) - Ichinomiya-Kisogawa IC (3) )
  - Rodovia Expressa Nagoya Rota 16
- Rodovias Nacionais
  - Rodovia Nacional Rota 22 (Meigi bypass)

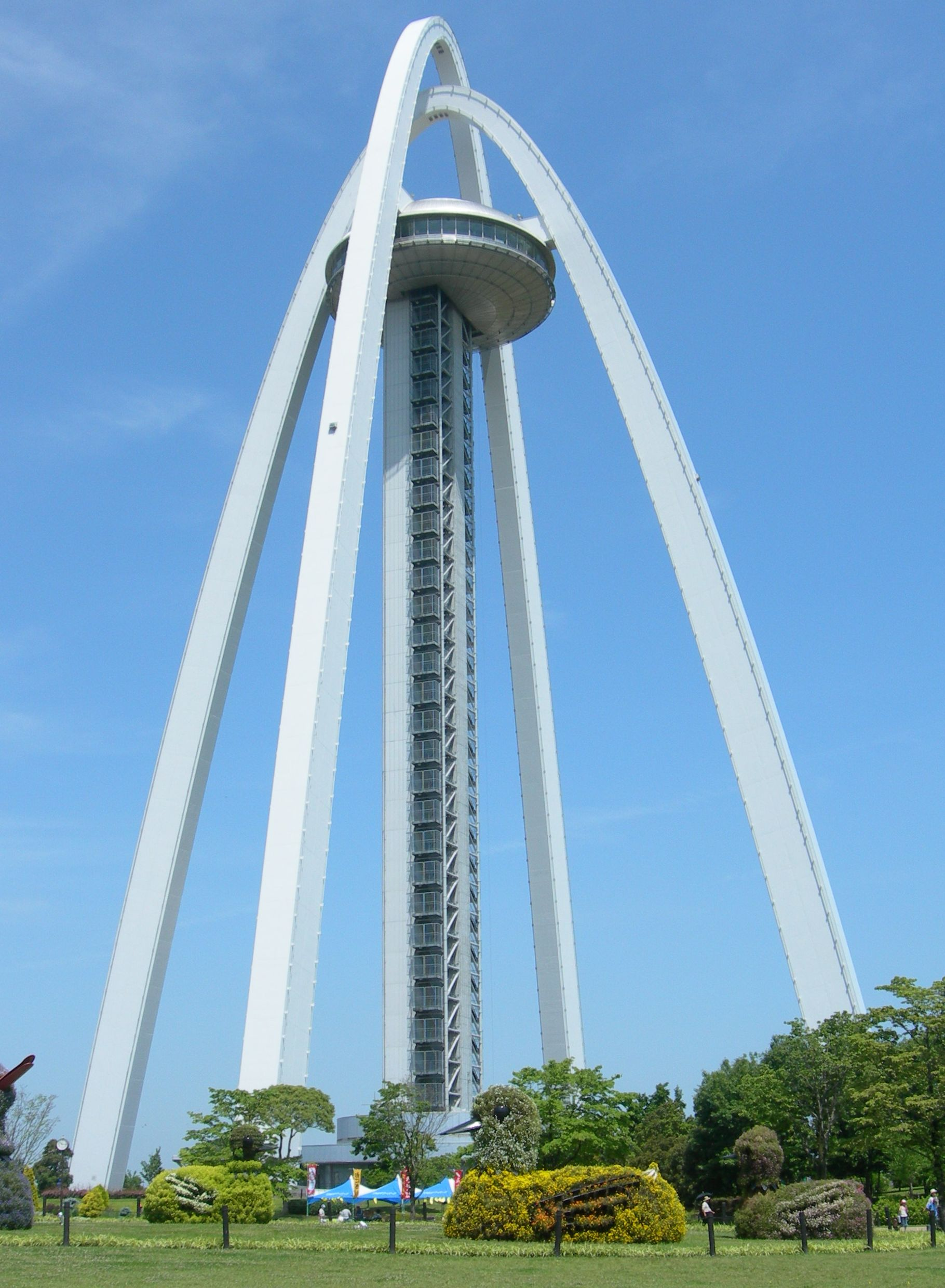
Torre Twin Arch 138

  - Rodovia Nacional Rota 155

## História
Recebeu o estatuto de cidade a 1 de Setembro de 1921.

## Cidades-irmãs
- Inuyama, Japão
- Kakegawa, Japão
- Gujo, Japão
- Kochi, Japão
- Nagahama, Japão
- Torahime, Japão
- Takahama, Japão
- Omi, Japão
- Anpachi, Japão